# Encosta do Sol
Encosta do Sol é uma freguesia portuguesa do município da Amadora, com 2,8 km² de área e 27 093 habitantes (censo de 2021). A sua densidade populacional é 9 676,1 hab./km².

## História
Foi constituída em 2013, no âmbito de uma reforma administrativa nacional, integrando o território das antigas freguesias de Brandoa e Alfornelos.

## Demografia
A população registada nos censos foi:
| Distribuição da População por Grupos Etários | Distribuição da População por Grupos Etários | Distribuição da População por Grupos Etários | Distribuição da População por Grupos Etários | Distribuição da População por Grupos Etários |
| -------------------------------------------- | -------------------------------------------- | -------------------------------------------- | -------------------------------------------- | -------------------------------------------- |
| Ano                                          | 0-14 Anos                                    | 15-24 Anos                                   | 25-64 Anos                                   | > 65 Anos                                    |
| 2001                                         | 5178                                         | 4654                                         | 17333                                        | 2787                                         |
| 2011                                         | 4411                                         | 3578                                         | 15905                                        | 4350                                         |
| 2021                                         | 3976                                         | 3160                                         | 14350                                        | 5607                                         |

À data da junção das freguesias, a população registada no censo anterior (2011) foi:
| Freguesia atual | Freguesia atual  | Freguesia atual | Freguesias antigas | Freguesias antigas | Freguesias antigas |
| Freguesia       | População (2011) | Área (km²)      | Freguesia          | População (2011)   | Área (km²)         |
| --------------- | ---------------- | --------------- | ------------------ | ------------------ | ------------------ |
| Encosta do Sol  | 28244            | 2,8             | Brandoa            | 17805              | 2,22               |
| Encosta do Sol  | 28244            | 2,8             | Alfornelos         | 10439              | 0,85               |